# Прокшино (Владимирская область)
Прокшино — деревня в Гусь-Хрустальном районе Владимирской области России, входит в состав муниципального образования «Посёлок Золотково».

## География
Деревня расположена в 16 км на север от центра поселения посёлка Золотково и в 34 км на восток от Гусь-Хрустального.

## История
Деревня впервые упоминается в окладных книгах Рязанской епархии за 1676 год в составе Польновского прихода, в ней было 14 крестьянских дворов.
В XIX и первой четверти XX века деревня входила в состав Давыдовской волости Меленковского уезда, с 1926 года — в составе Гусевского уезда. В 1859 году в деревне числилось 28 дворов, в 1905 году — 51 двор, в 1926 году — 83 двора.
С 1929 года деревня являлась центром Прокшинского сельсовета Гусь-Хрустального района, с 1940 года — в составе Лесниковского сельсовета, с 2005 года деревня в составе муниципального образования «Посёлок Золотково». 

## Население
| 1859 | 1905 | 1926 | 2002 | 2010 | 2021 |
| ---- | ---- | ---- | ---- | ---- | ---- |
| 221  | ↗316 | ↗419 | ↘13  | ↘12  | ↗19  |